# 総合科学
総合科学（そうごうかがく、英語: synthetic science）とは、多数の学問分野により、総合的な視野で、学際的・包括的に構成される学問・教育研究のことである。

## 概要
総合科学の語が使われる場としては、主に次の2つの類型がある。
1. 学際的な学問分野において、幅広くかつ体系性を有している学問（総合的な科学）であることを指向して使用される語。（#学際的な総合科学で詳述。）
2. 旧・教養部を母体とする大学組織などにおいて、多種多様な教員の教育研究分野を包括することを指向して使用される語。（#包括的な総合科学で詳述。）

「総合科学」は、研究領域において一般性を有する語としては認知されておらず、学校における進路指導や一部の大学内などで使用されることが比較的多い。ただし、大学共同利用機関法人情報・システム研究機構の国立情報学研究所の学術用語検索  の分類に総合科学の語があり、また、初等中等教育を担当する教員を中心に総合科学の語が使われるなど、徐々にこの呼称は広まりつつある。
総合科学の英語訳は各大学によって異なり、大阪府立大学、広島大学、徳島大学では「Integrated Arts and Sciences」（統合教養学）を使用し、長崎総合科学大学では「Applied Sciences」（応用科学）、人間総合科学大学では「Human Arts & Sciences」（人間教養学）、静岡大学教育学部の専攻名では「Integrated Sciences」（統合科学）を使用している。また、日本大学大学院総合科学研究科（2014年度で廃止）は「Sciences and Humanities」としている。

## 学際的な総合科学
日本においては、情報学・環境学などの学際的な学問を「体系性を持つ学問」と捉えて「科学」の語を使用するときに、既存の基礎科学・人文科学・社会科学・自然科学・応用科学などと区別して、総合科学の語が用いられることがある。
国際連合教育科学文化機関 (UNESCO) 勧告による科学技術統計を作成する際の分類では、学際分野は「学際」という名称でかつ「人文社会科学」「工学と技術」に含めるとされ、かつ図書分類の学問分類にも存在しないことを考慮すると、第三者への説明や文献調査などでは「総合科学」よりも「学際分野」などの学際（interdisciplin）の意味を含めた語を用いた方が無難でもあるといわれている。実際、1988年4月に設置された、いわゆるゼロ免課程である鳥取大学教育学部総合科学課程は、英訳としてInterdisciplinary Studies Courseという訳語が充てられていた。

### 学際的な総合科学の一覧
総合科学には、次にあげるような分野がある（各大学によって学際領域への捉え方に相違があり、一例である）。次の分野は、人文科学、社会科学、自然科学のいずれかの分野に含めることもできるが、その際にその分野の一部分が切り離される場合も多い。なお、括弧内には、関連が強い個別の学問分野を示した。
- 情報学 （工学、数学、社会学、言語学）
- 環境学 （法学、経済学、化学、生物学、地学、地理学）
- 家政学 （政治学、社会学、教育学、心理学、理学、統計学）
- 博物学 （理学、考古学、歴史学、文学）
- 社会福祉学 （法学、社会学、心理学、看護学）

## 包括的な総合科学
日本において、各大学内で多種多様な教員の教育研究分野を包括しようとして「総合科学」の語が用いられることがある。
大学の教養部を学部に改組したときに新設学部において総合科学の語が使用されたのが始まりである（広島大学、大阪府立大学など）。多岐の学問に渡る教員の教育研究の範囲をすべて包括するものと捉えられているものの、総合科学を学問分野と捉えて、厳格に用語の定義を行うことは難しいといわれている。

## 用例
- 日本の内閣府に設置されている社会科学、人文科学、自然科学の総合的な科学技術行政のための会議の名称の一部（総合科学技術・イノベーション会議 Council for Science, Technology and Innovation）
- 大学組織（大学全体、学部、研究科、センター）や高等学校の名称（長崎総合科学大学、人間総合科学大学、川崎総合科学高等学校、広島大学の総合科学研究科など）
- 学会、博物館、民間企業などの名称（人間総合科学会、愛媛総合科学博物館など）